# Bob McFarlane
Bob McFarlane, född 28 maj 1927, död 27 februari 2006, var en friidrottare från Kanada. Han deltog vid olympiska sommarspelen 1948.